# Перес Рубалькаба, Альфредо
Альфре́до Пе́рес Рубалька́ба (исп. Alfredo Pérez Rubalcaba; 28 июля 1951, Соларес — 10 мая 2019, Мадрид) — испанский политик. 

## Биография
С 4 февраля 2012 года по 26 июля 2014 года являлся генеральным секретарём ИСРП. С апреля 2006 года по июль 2011 года занимал должность министра внутренних дел Испании в кабинете Сапатеро. До этого в 1992—1993 годах работал в должности министра образования и науки в кабинете Фелипе Гонсалеса.
Рубалькаба возглавлял список социал-демократов на парламентских выборах 2011 года, по результатам которых его партия получила лишь 110 из 330 депутатских мандатов, что стало самым низким результатом за всё время существования партии.
В 1974 году Альфредо Перес Рубалькаба вступил в тогда ещё запрещённую при жизни Франко ИСРП и занимался политикой в области образования и научных исследований. В 1988 году при Фелипе Гонсалесе, ставшем первым представителем ИСРП на посту премьер-министра Испании, Рубалькаба получил должность государственного секретаря по вопросам образования, а в 1992 году был назначен министром образования и науки.
После поражения ИСРП на выборах в 1996 году Рубалькаба был избран уполномоченным по коммуникациям своей партии. На переговорах 1999 года с баскской террористической организацией ЭТА Рубалькаба отвечал за коммуникации с правительством Хосе Марии Аснара. На съезде партии в 2000 году, когда Родригес Сапатеро был избран генеральным секретарём ИСРП, Рубалькаба вошёл в состав правления партии.
На парламентских выборах 14 марта 2004 года Рубалькаба отвечал за предвыборную кампанию ИСРП. 11 апреля 2006 года Рубалькаба был назначен министром внутренних дел Испании, сменив на этом посту Хосе Антонио Алонсо Суареса, назначенного министром обороны Испании.
Когда в апреле 2011 года Сапатеро заявил о том, что не будет выдвигать свою кандидатуру на следующих выборах, Рубалькаба стал номером один в списке ИСРП. В июле 2011 года он сложил все свои полномочия в правительстве. 29 июля 2011 года премьер-министр Сапатеро объявил о проведении досрочных выборов 20 ноября 2011 года, где ИСРП потерпела поражение.
После выборов Рубалькаба возглавил фракцию ИСРП в парламенте и на 38-м съезде ИСРП 4 февраля 2012 года был избран генеральным секретарём партии, незначительно опередив другого кандидата — бывшего министра обороны Испании Карме Чакон. После поражения на выборах в Европарламент 2014 года Перес Рубалькаба заявил о своей отставке с поста генерального секретаря партии 25 мая 2014 года. В сентябре 2016 года вернулся к преподавательской деятельности в Университете Комплутенсе. 8 мая 2019 года у Альфредо Перес Рубалькабы случился инсульт, от последствий которого он скончался в мадридском госпитале 10 мая 2019 года.